# Скажи мне, что любишь меня
«Скажи мне, что любишь меня» (англ. Tell Me You Love Me, также возможен такой перевод, как «Скажи, что любишь меня») — американский драматический телевизионный сериал. Хотя пилотный эпизод был снят в 2005 году, премьера состоялась только 9 сентября 2007 года по заказу телеканала HBO в США. Съёмки телесериала проходили осенью 2007 года на основе идеи Синтии Морт (англ. Cynthia Mort) режиссёром Патрисией Розема.
На данный момент телесериал закрыт, было снято всего 10 серий (первый сезон). Сериал вышел в формате DVD в США (релиз 12 февраля 2008 года) и Австралии (релиз 29 августа 2009 года).

## Сюжет
Сюжет сериала повествует о взаимоотношениях между мужчинами и женщинами, а именно о трёх парах, которые находятся на разных стадиях отношений и, в связи с этим, сталкиваются с различными проблемами и трудностями. Так Джейми и Хуго помолвлены, но имеют проблемы с хранением верности; Кэролин и Палек женаты и безуспешно пытаются завести ребёнка; а Кэти и Дэвид давно в браке, воспитывают детей и не имеют времени на то, чтобы заняться сексом. В разное время все три пары обращаются за помощью к семейному психотерапевту — доктору Мэй Фостер (помимо проблем пар пациентов, сюжет описывает отношения четы Фостеров).

## В ролях
| Актёр            | Роль              |
| ---------------- | ----------------- |
| Мишель Борт      | Джейми            |
| Люк Кёрби        | Хьюго             |
| Элли Уокер       | Кэти              |
| Тим ДиКей        | Дэвид             |
| Соня Уолгер      | Кэролин           |
| Адам Скотт       | Палек             |
| Джейн Александер | доктор Мэй Фостер |
| Кэтрин Таун      | Мэйсон            |
| Дэвид Селби      | Артур Фостер      |

В эпизодических ролях были задействованы Иэн Сомерхолдер (6 эпизодов), Ронни Кокс, Шерри Стрингфилд.

## Критика
Сериал «Скажи мне, что любишь меня» был неоднозначно воспринят критиками, в частности из-за большого количества сцен секса. Ввиду того, что все сцены выглядели очень реалистично (в результате чего сериал прославился ещё до выхода на экран первого эпизода), журналисты задавались вопросом, действительно ли это игра актёров. Так, в интервью после премьеры первого эпизода сезона (9 сентября 2007 года), Мишель Борт отметила, что все, сыгравшие в сериале, в первую очередь актёры, а не порнозвёзды, и суть сериала не в сценах, где они занимаются любовью, а в драматизме отношений между партнерами.
Согласно мнению журнала «Тайм» сериал «Скажи мне, что любишь меня» занял 3-ю позицию в рейтинге (ТОП-10) лучших сериалов 2007 года.